# Ruota

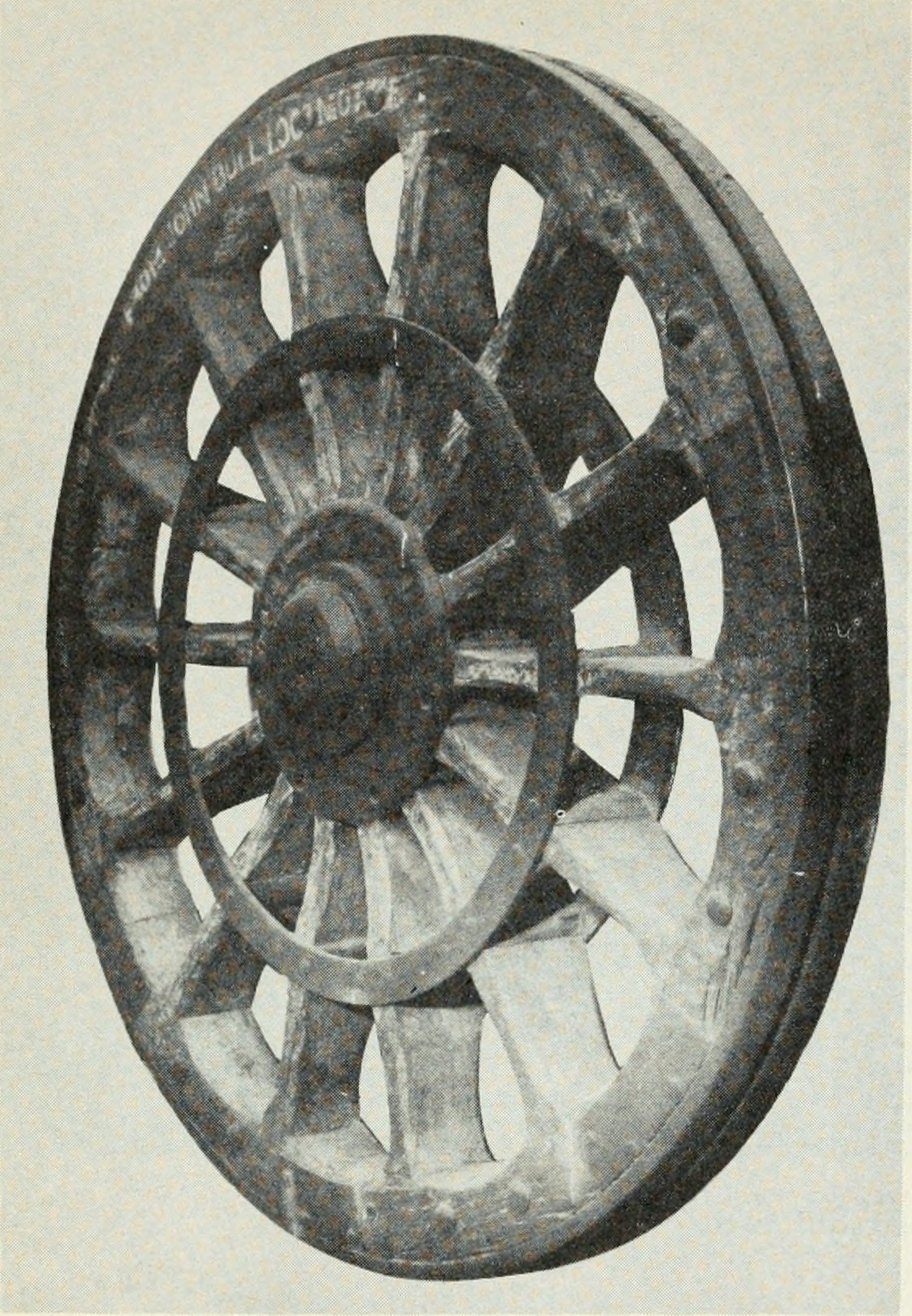
Una ruota del 1877 esposta allo United States National Museum.

Una ruota è un oggetto circolare in grado di ruotare attorno a un asse centrale. Viste le sue molteplici applicazioni, dalla meccanica all'idraulica o ai trasporti, è considerata una delle invenzioni più rivoluzionarie della storia e del progresso dell'umanità.

## Storia

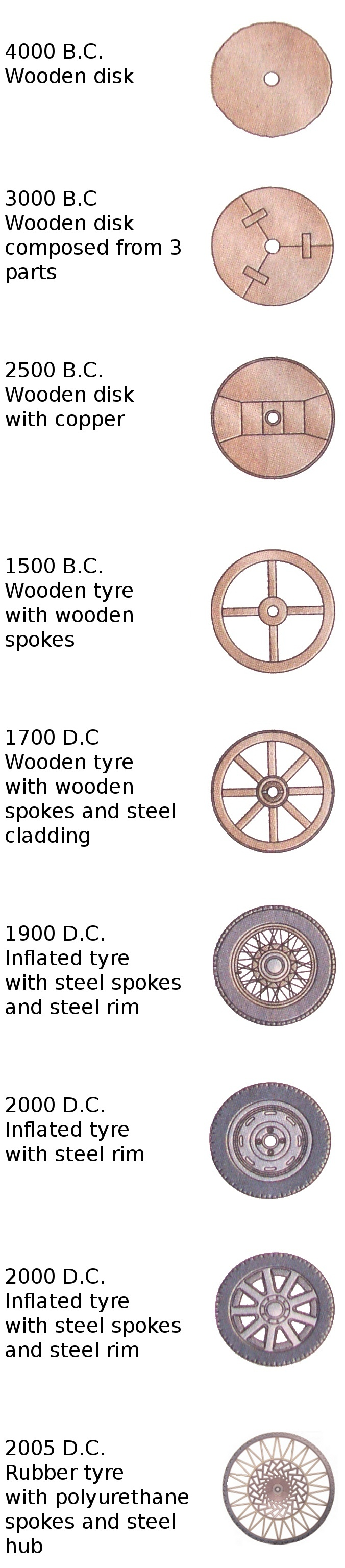
Cronistoria della ruota

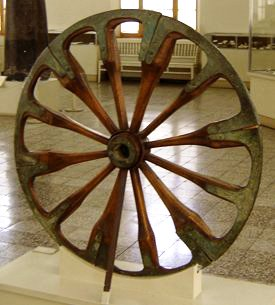
Ruota a razze risalente al 2000 a.C. esposta al Museo Nazionale dell'Iran, a Teheran

Prima dell'uso della ruota, gli oggetti pesanti potevano essere tirati con l'aiuto di una treggia o spostati mettendo sotto delle travi rotolanti, come nella costruzione di megaliti o piramidi. Le prime ruote che girano intorno a un asse sono state trovate nella seconda metà del V millennio a.C. su figure giocattolo della cultura Cucuteni in Romania. Da lì era ancora una lunga strada di molti piccoli passi (vedi illustrazione) per la costruzione di tali ruote, che erano anche adatti per il trasporto.. 
Non fu che tremila anni dopo che il tornio da vasaio fu inventato dai Sumeri nell'antica Mesopotamia. Gli Incas e altre culture occidentali sembrano aver approssimato il concetto di ruota, che appare in alcuni giocattoli di pietra, ma senza usarla come oggi. Non sono ancora state trovate ruote nell'Africa subsahariana o in Australia per il periodo precedente al contatto con il resto del mondo.
Nel nuovo mondo, sebbene non avessero propriamente sviluppato la ruota, sembra che gli Olmechi e altre culture americane vi si fossero avvicinati, come dimostrato dal ritrovamento di un gioco per bambini datato 1 500 anni prima di Cristo. Si pensa che il primo ostacolo all'utilizzo in larga scala della ruota fu la mancanza di grandi animali addomesticati che potessero essere utilizzati per trainare i carri: il bisonte americano è difficile da addomesticare e il cavallo, presente fino a 12 000 anni fa, si estinse rapidamente in seguito alla caccia effettuata dagli umani appena giunti nel nuovo continente. Il solo animale che fu addomesticato nel Nuovo mondo fu il lama, che non si diffuse oltre le Ande, sino al tempo dell'arrivo di Colombo.
Concludendo, probabilmente l'invenzione è stata possibile soltanto in quelle aree, come Mesopotamia e Cina, in cui erano stati addomesticati animali selvatici di grossa e media taglia, i soli in grado di fornire la forza motrice necessaria ai carri.
L'invenzione si colloca nella stessa epoca neolitica a cui risalgono altre invenzioni che diedero origine all'età del bronzo. Questo implica un periodo di alcuni millenni successivo all'epoca dell'invenzione dell'agricoltura, quando la ruota non era conosciuta.
Le prime ruote erano semplici dischi in legno con un foro in mezzo per l'asse come quelle rappresentate nello Stendardo di Ur (XXV secolo a.C.). Negli affreschi egizi vi sono invece ruote a raggi; altri esempi di ruote a raggi sono presenti in Siberia nella cultura Andronovo del XX secolo a.C. 
Nel I millennio a.C. i Celti circondarono la ruota in legno con un cerchio di ferro, realizzando un modello di ruota ancora in uso nel XX secolo.

## Meccanica
Le ruote sono usate in combinazione con gli assi, a cui la ruota può essere solidale e riceverne moto, oppure può girare liberamente rispetto all'asse per mezzo di cuscinetti.
La riduzione delle resistenze all'avanzamento offerta dalla ruota è dovuta al fatto che le dissipazioni per attrito radente sono limitate alla zona di contatto tra la ruota e l'asse: inoltre la leva costituita dalla ruota con fulcro nel centro riduce la velocità di strisciamento e quindi la forza di attrito quanto maggiore è il diametro della ruota.
Esempi:
- Per un oggetto di massa di 100 kg (corrispondenti a un peso di circa 981 N) trainato per 10 m su una superficie con μ = 0,5, il lavoro richiesto per vincere l'attrito è di 981 × 10 × 0,5 = 4 905 J.
- Consideriamo lo stesso oggetto montato su quattro ruote. Supponendo che il diametro di ogni ruota sia di un metro e il diametro dell'asse sia di 50 mm, il rapporto della leva è pari a 0,05. Supponendo un coefficiente di attrito tra le superfici μ = 0,1 (migliore in quanto il cuscinetto della ruota è studiato per ridurre l'attrito) si ha: 981 × 0,05 × 0,1 × 10 = 49 J.

In realtà un'ulteriore perdita di energia è dovuta alle deformazioni che la ruota subisce a contatto con il suolo. Questa perdita è particolarmente bassa nelle ruote rigide dei treni.

## Cinematica

Componenti cartesiane velocità rotolamento

Il moto  associato all'avanzamento e alla rotazione di una ruota è il rotolamento. Eccetto l'asse di rotazione, ogni punto della ruota disegna una curva cicloide. Per una ruota di raggio r, le componenti cartesiane della velocità Vx e Vy sono ricavabili in funzione dell'angolo di rotazione considerando il moto di rotolamento come la somma di due moti puri: uno di trascinamento e uno di rotazione.
{\displaystyle V_{x}={\phi  \over t}*r-{\phi  \over t}*r*cos(\phi )}
{\displaystyle V_{y}={\phi  \over t}*r*sin(\phi )}
{\displaystyle V_{t}={\sqrt {V_{x}^{2}+V_{y}^{2}}}}

Componenti cartesiane velocità rotolamento cerchio interno ruota

Nel rotolamento, i punti compresi tra l'asse di rotazione e la circonferenza della ruota disegnano una curva cicloide accorciata. Considerata una ruota di raggio r che abbia un cerchio di raggio h concentrico e solidale con l'asse di rotazione, analogamente alla cicloide ordinaria, le componenti cartesiane della velocità del cerchio V'x e V'y sono ricavabili in funzione dell'angolo di rotazione dalle seguenti equazioni.
{\displaystyle V'_{x}={\phi  \over t}*r-{\phi  \over t}*h*cos(\phi )}
{\displaystyle V'_{y}={\phi  \over t}*h*sin(\phi )}
{\displaystyle V'_{t}={\sqrt {{V'_{x}}^{2}+{V'_{y}}^{2}}}}

## Uso

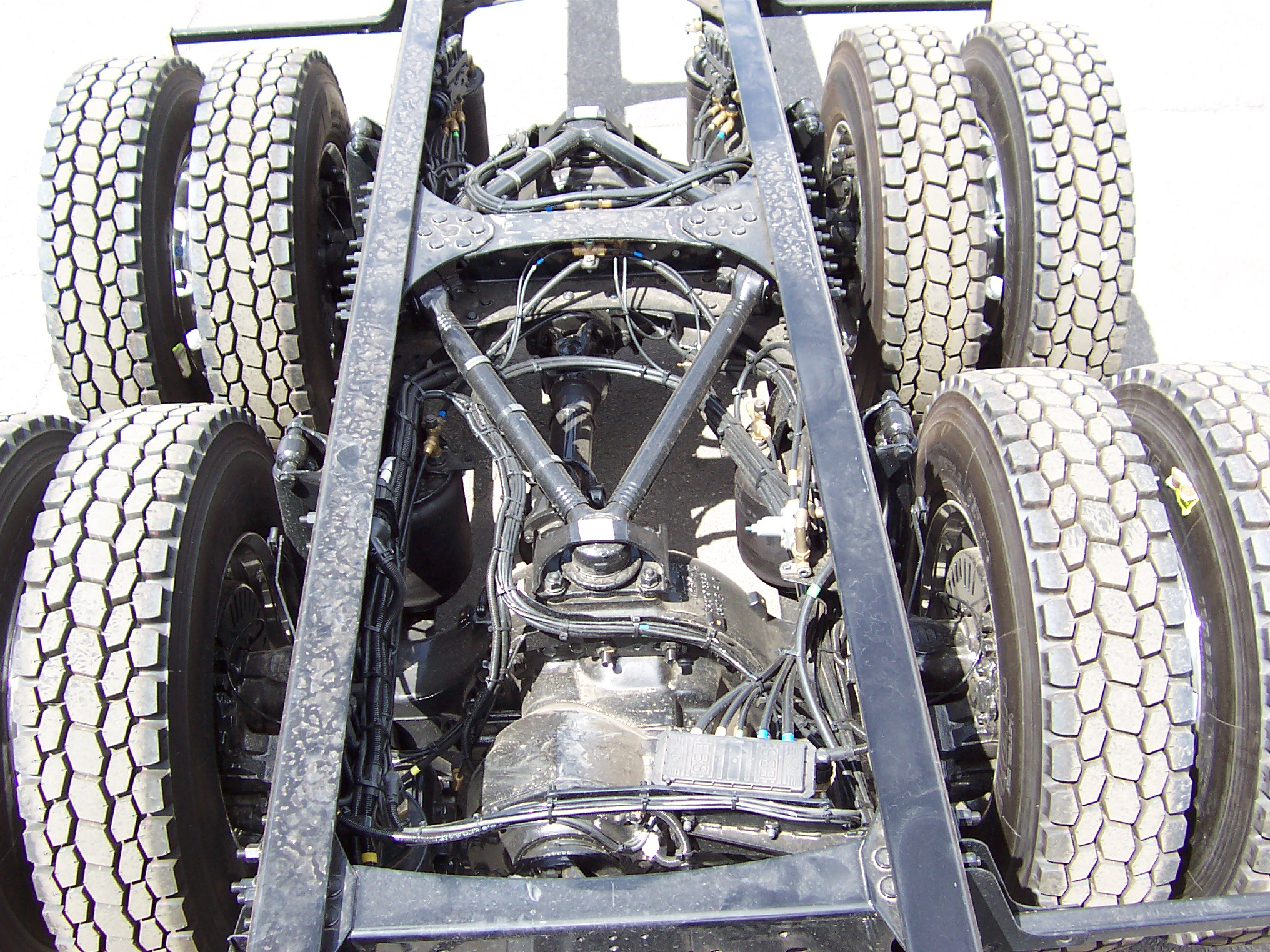
Ruote gemellate di un camion

La ruota è stata un'invenzione importante non solo per i trasporti, ma per il progresso tecnologico in generale.
Esistono infatti tipi di ruota, come la ruota idraulica, gli ingranaggi, il volano, la ruota del vasaio, la carrucola e la ruota per filare, che non sono connesse direttamente all'uso nei trasporti.
Se si esclude il calesse, la carriola e il monociclo, tutti i veicoli dotati di ruota possiedono una ruota anteriore e una posteriore con la trazione che può essere impressa su ciascuna o entrambe.
La ruota oltre che singola può essere gemellata, cioè accoppiata a una ruota uguale sullo stesso lato, in modo da poter aumentare il carico sull'asse e/o ridurre la pressione al suolo.

## Innovazioni
Negli ultimi anni le ruote sono state prodotte e presentate in diverse configurazioni, tra cui l'ultima nel 2010 dalla ditta francese Osmos wheel, dove si ha solo la parte più perimetrale del cerchione il quale viene montato su un cuscinetto di dimensioni molto elevate, il quale dalla parte più esterna è fissato alla ruota, dalla parte più interna è vincolato al sistema di sospensione del mezzo.